# Adam (sculptură de Rodin)
Adam este o statuie a lui Adam realizată de Auguste Rodin în 1880-1881, expusă pentru prima dată la Salonul de la Paris din acel an, intitulată „Crearea omului”.

## Dezvoltare
În acel an, Rodin a primit o comandă din partea Ministerului francez al Artelor Frumoase pentru a realiza două figuri colosale ale lui Adam și Eva, pe care a sugerat să le folosească pentru a flanca proiectul său „Porțile Iadului”, aflat atunci în desfășurare. Pentru figura lui Adam a refolosit Crearea omului, în timp ce Eva a fost creată separat.

## Turnare
Lucrarea a fost turnată pentru prima dată în 1910, iar mulaje în bronz ale acesteia se află în prezent, printre altele, la Art Institute of Chicago, la Muzeul Rodin și la Metropolitan Museum of Art.